# Design de moda

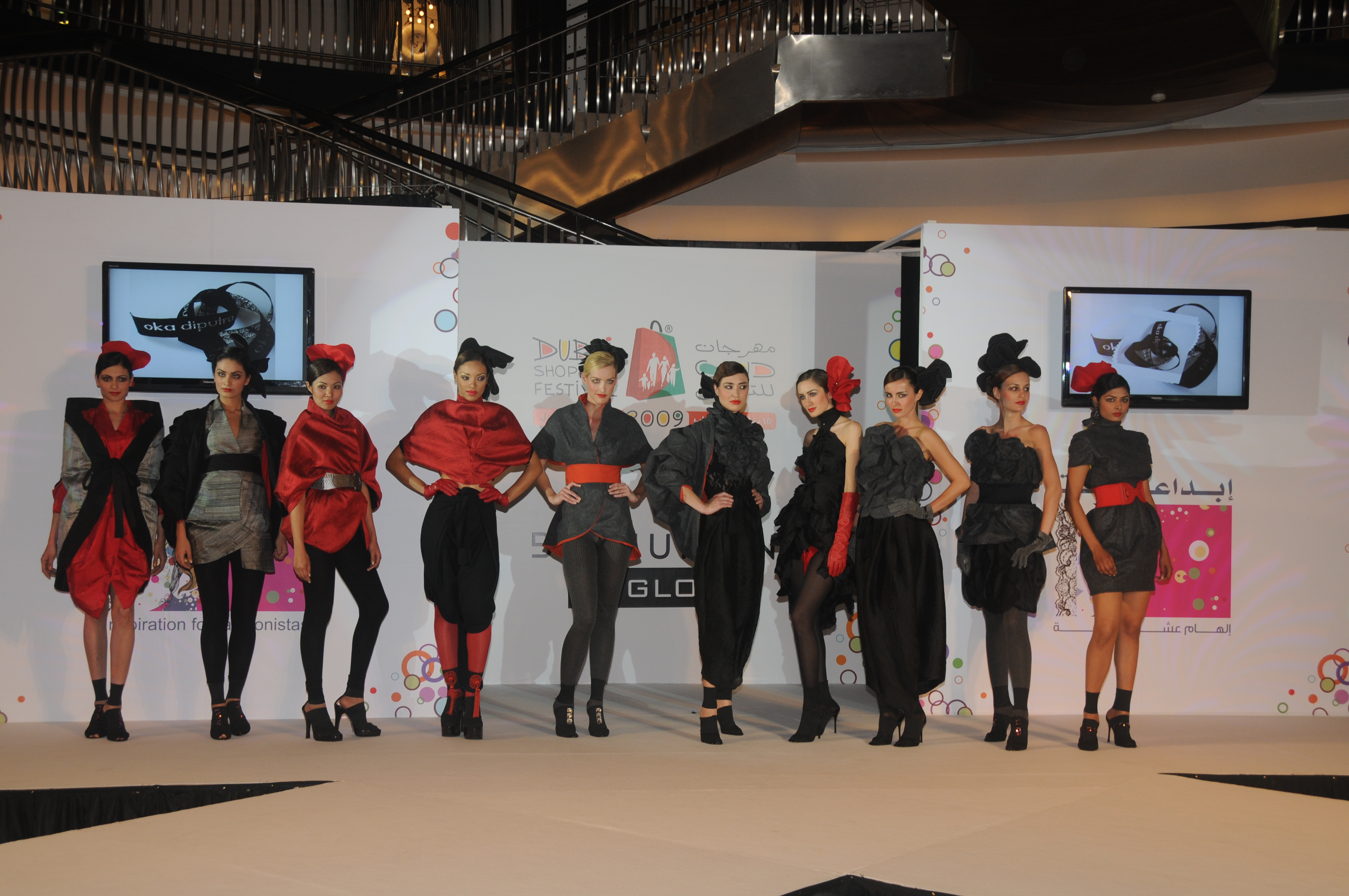
Um desfile de moda em 2009.

Design de moda é  a arte da aplicação do design e da estética ou a beleza natural de roupas e acessórios. O design de moda é influenciado por latitudes culturais e sociais, e variam ao longo do tempo e lugar. Os designers de moda trabalham de várias maneiras no desenho de vestuário e acessórios, por causa do tempo necessário para colocar uma peça de vestuário no mercado e têm por vezes que prever a evolução dos gostos dos consumidores.
O curso também, pode promover o designer em varias áreas, como o trabalho em empresas, lojas, por conta própria entre outras formas de trabalho. Esse trabalho requer muita atenção para saber o que está na "Moda", porém não necessariamente se trabalha com a produção de roupas, o designer pode trabalhar com fotografia, com consultoria, com produção de desfiles (nessa área, geralmente, a lucratividade é maior  quando o designer de moda é chamado apenas para coordenar o trabalho).
Há um grande crescimento de mercado para um profissional de design de moda, uma vez que a demanda por produtos relacionados ao mundo da moda cresceu progressivamente nos últimos anos. Atualmente, como o profissional não atua somente na produção de roupas, a procura para se ter um designer de moda é cada vez maior[carece de fontes?]. Apesar da concorrência acentuada, um designer pode facilmente se destacar dos outros profissionais pela criatividade. O mercado tem procurado profissionais que tenham bastante prática, por isso estar sempre em contato com a profissão é muito importante.

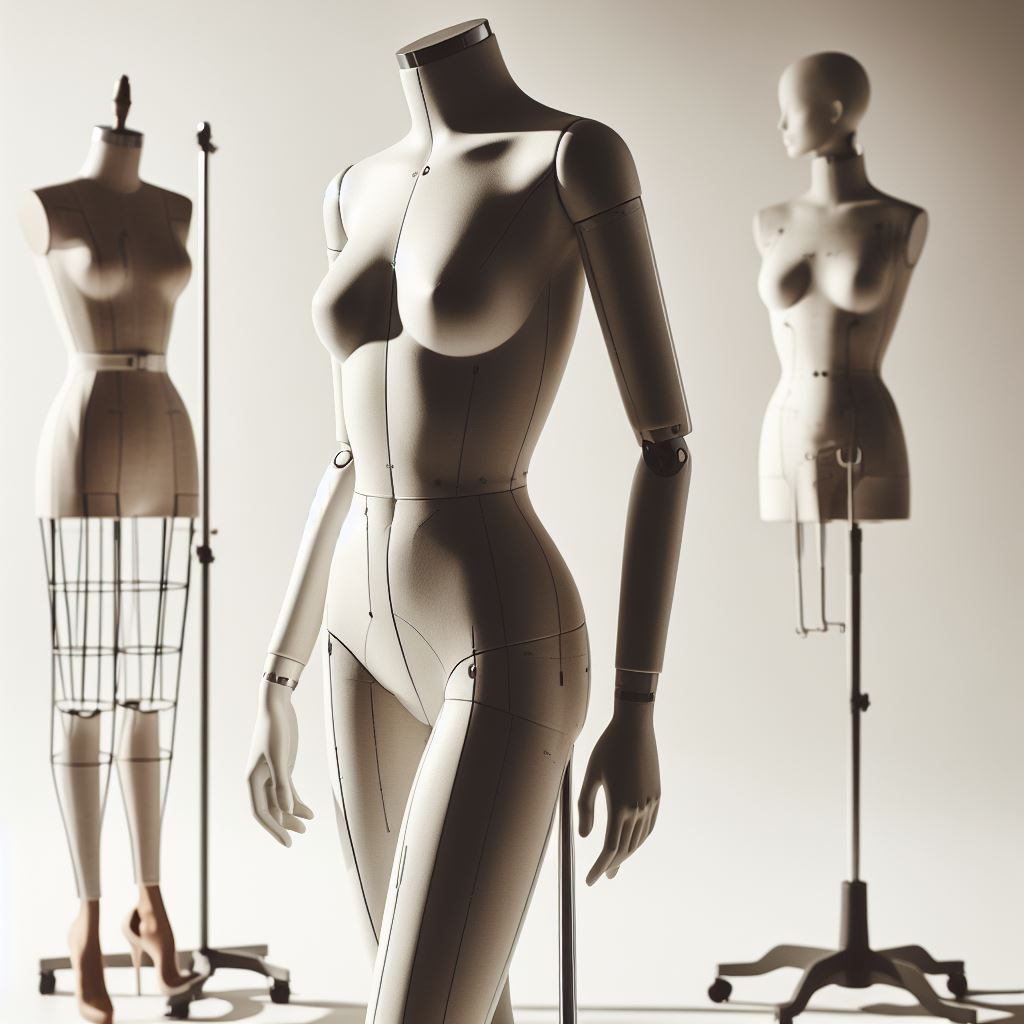
Manequins gerarados por IA

O mercado de design de moda, na profissão de fotógrafo, pode vir a pagar desde R$ 15 000 até 25 000 por cada trabalho ou desfile. E uma coisa boa, é que essa parte do design não é tão procurado pelo fato de muitas pessoas não gostarem de fotografia[carece de fontes?]. O que abre muito as portas para o designer. Os designers de moda tentam desenhar roupas que são funcionais, bem como esteticamente agradáveis. Eles devem considerar que é possível vestir a roupa e as situações em que será usada. Eles têm uma grande variedade de combinações de materiais para trabalhar e uma ampla gama de cores, padrões e estilos para escolher. Embora a maioria das roupas usadas para o dia-a-dia fique em uma estreita faixa de estilos convencionais, as roupas incomuns são geralmente procuradas para ocasiões especiais, tais como os vestidos de festas.
Algumas roupas são feitas especificamente para um indivíduo, como no caso da alta-costura ou alfaiataria sob medida. Hoje, a maioria das roupas são projetadas para o mercado de massa, especialmente casual e dia-a-dia.

## Design de moda pelo mundo

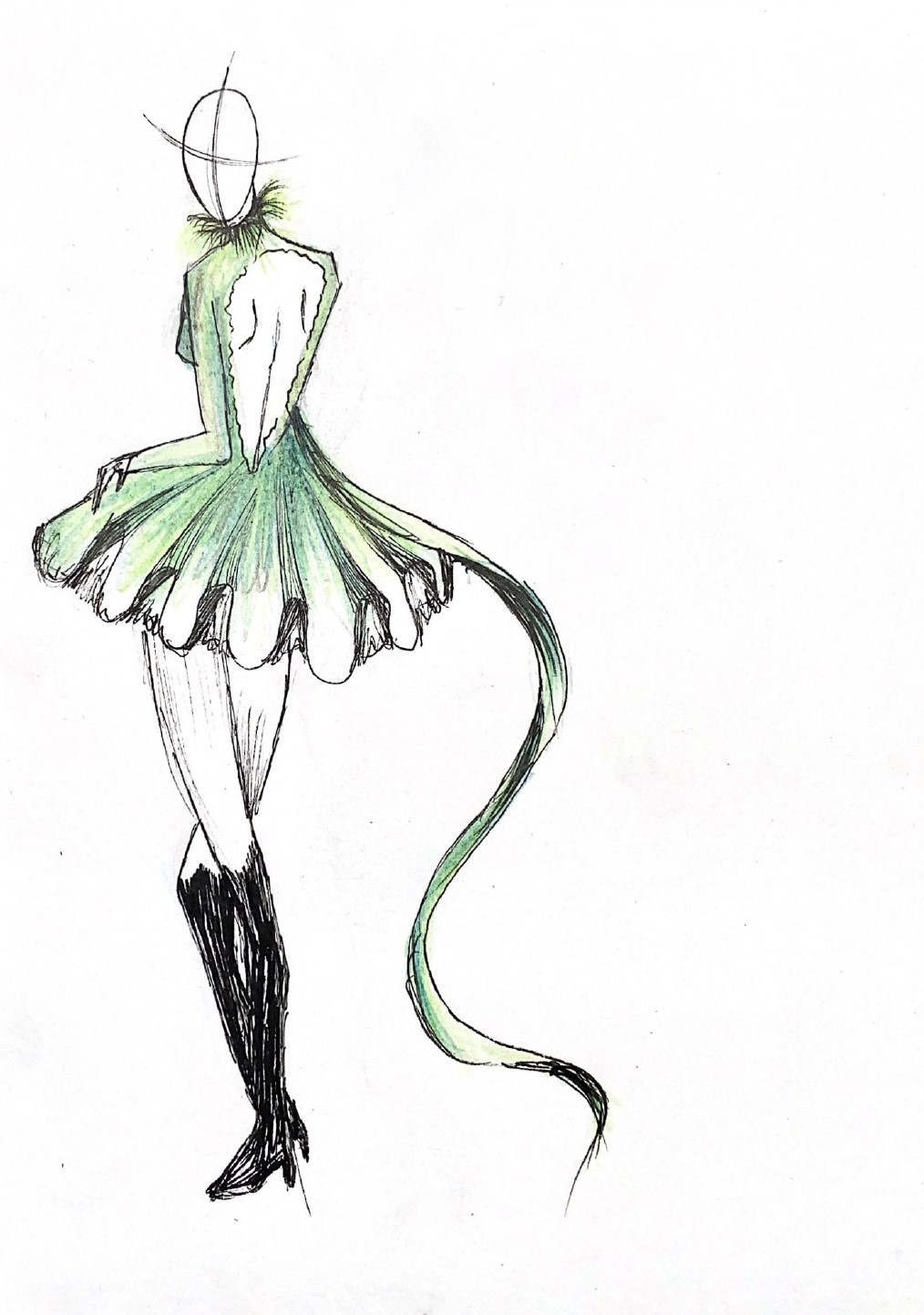
Modelo croqui vestido volumoso

### Brasil
O design de moda no Brasil tem evoluído nas últimas décadas. Na décadas de 60 e 70 nomes marcantes foram Dener Pamplona de Abreu e Zuzu Angel. Recentemente nomes como Carlos Tufvesson, Fause Haten, Walério Araújo, Alexandre Herchcovitch, Ronaldo Fraga e Oskar Metsavaht vêm contribuindo para a área. No segmento de acessórios (adorno) o belorizontino Roberto